# Prensa obrera
La Prensa Obrera en España entre los años 1918 y 1936 era un medio de comunicación que vivía al borde entre la legalidad y la clandestinidad. Los órganos anarquistas o comunistas eran perseguidos, mientras que los socialistas eran tolerados por el régimen gracias a la colaboración del PSOE (Partido Socialista Obrero Español) y de la UGT (Unión General de Trabajadores)
La Prensa Obrera era un instrumento importante para la difusión de ideas y la organización del movimiento obrero, pero también era objeto de persecución y censura por parte del régimen.
Durante este periodo, la prensa obrera fue testigo de importantes acontecimientos históricos, como la huelga general de 1917, que paralizó a toda la prensa madrileña. Durante la huelga, solo apareció Nuestro Diario, confeccionado por los huelguistas. La huelga general de 1917 fue un hito importante en la historia del movimiento obrero en España, y la prensa obrera desempeñó un papel importante en la difusión de las ideas y la organización de la huelga. Este avance de la prensa obrera fue la expresión del movimiento ascendente de los trabajadores en su organización y claridad ideológica. En los años siguientes, se acentuó este avance. En la década que va de 1916 a 1926, se fundan 139 periódicos, lo que da un promedio de más de 13 por año.

## Crecimiento sindical y político
Durante estas décadas, los movimientos obreros y sindicales en España experimentaron un crecimiento significativo, especialmente con la fundación de  la Unión General de Trabajadores (UGT) en 1888 y posteriormente la Confederación Nacional del Trabajo (CNT) en 1910. Estas organizaciones jugaron un papel crucial en la movilización de los trabajadores y la promoción de sus intereses a través de la prensa.

## Financiamiento
Las razones detrás de la variabilidad de la prensa obrera se deben principalmente a las dificultades financieras que enfrentaba. Aunque una parte de los periódicos eran entregados completamente gratis o a precio voluntario (lo que ocurría sobre todo con la prensa anarquista), la gran mayoría dependía de un precio de venta. Sin embargo, los limitados recursos económicos y el bajo nivel educativo de los trabajadores significaban que estas publicaciones rara vez generaban suficientes ingresos para cubrir sus costos. Por lo tanto, era común ver en los periódicos listas de gastos o llamados a la comunidad obrera para contribuir con el financiamiento, ya que las empresas editoriales enfrentaban un déficit constante.

## Periódicos destacados
Entre los periódicos más destacados de la prensa obrera en España durante este período se encuentran:
- "Solidaridad Obrera": Órgano de expresión de la CNT, fundado en 1907 en Barcelona. Fue uno de los periódicos más influyentes del movimiento anarquista español.
- "El Socialista": Órgano de expresión de la UGT, fundado en 1888. Representaba la corriente socialista y defendía los intereses de los trabajadores desde esa perspectiva.
- "La Batalla": Periódico vinculado al Partido Comunista de España (PCE), fundado en 1933. Jugó un papel importante en la difusión de las ideas comunistas y en la lucha contra el fascismo durante la Segunda República Española.

## Censura y represión
- Censura gubernamental: Los gobiernos autoritarios y conservadores, ejercieron una fuerte censura sobre la prensa obrera, especialmente durante períodos de agitación política o conflictos laborales. Se aplicaron leyes y regulaciones que limitaban la libertad de prensa y permitían la intervención gubernamental en la publicación y distribución de periódicos obreros.
- Represión política: Los activistas, periodistas y editores de la prensa obrera enfrentaron represión política por parte de las autoridades gubernamentales y fuerzas conservadoras. Muchos fueron arrestados, encarcelados o perseguidos por sus actividades políticas y sindicales, y algunos incluso fueron asesinados o desaparecidos.
- Intimidación y amenazas: Además de la violencia física, los trabajadores y los medios de comunicación obreros enfrentaron intimidación y amenazas por parte de grupos antidemocráticos y reaccionarios, lo que generaba un clima de miedo y tensión en el movimiento obrero.

Durante los años 1918-1936, el peligro comunista fue una preocupación constante para los seguidores de la figura política de la derecha en España. La prensa conservadora española publicó numerosos relatos de atrocidades cometidas por los comunistas en la Revolución de octubre de 1934. La prensa obrera desempeñó un papel importante en la lucha contra el peligro comunista, difundiendo las ideas del movimiento obrero y organizando la resistencia contra la represión.